# 西條勉
西條 勉（さいじょう つとむ、1950年8月13日 - 2015年3月31日）は、日本文学研究者。本名は、小金 勉（こがね つとむ）。

## 略歴
北海道別海町生まれ。1953年早稲田大学文学部卒、同大学院文学研究科単位取得満期退学。国士舘大学助教授、専修大学文学部教授、2011年退職。専攻・日本古代文学・神話学。1995年「〈皇祖神＝天照大神〉の誕生と伊勢神宮」などの業績により、第12回上代文学会賞を受賞。2004年「古事記にみる古代王権の神話と系譜に関する研究」で早大博士（文学）。2015年3月31日、多系統萎縮症のため、相模原市緑区の病院で死去、64歳。

## 著書
- 古事記の文字法 笠間書院 1998.6
- 古代の読み方 神話と声/文字 笠間書院 2003.5 古典ライブラリー
- 古事記と王家の系譜学 笠間書院 2005.11
- アジアのなかの和歌の誕生 笠間書院 2009.3
- 柿本人麻呂の詩学 翰林書房 2009.5
- 千と千尋の神話学 2009.6. 新典社新書
- 『古事記』神話の謎を解く かくされた裏面 2011.2. 中公新書

## 共編著
- 書くことの文学 編 笠間書院 2001.6 上代文学会研究叢書
- 七五調のアジア 音数律からみる日本短歌とアジアの歌 岡部隆志,工藤隆共編著 大修館書店 2011.2